# 余杰
余 杰（よ けつ、拼音: Yú Jié、1973年10月3日 - ）は、中華人民共和国出身の作家。
2012年1月、アメリカ合衆国へ活動拠点を移した。

## 概要
1973年10月3日中華人民共和国四川省成都出身。
1992年北京大学へ入学を認められ、1997年文学学士学位、2000年文学碩士（修士）学位を取得。2005年から2007年まで、ICPENC（Independent Chinese PEN Center）のバイスプレジデントに就任。中国において人権活動に積極的に参加し、自らの意見や考えを公表して来ている。ノーベル平和賞を受賞した劉暁波氏らと、2008年に発表された「08憲章」に署名している。
長年中国当局による監視が続いていたが、2012年1月活動の拠点をアメリカ合衆国に求め出国し、事実上亡命したと報道された。渡米後のインタビューで、中国では2010年12月に自宅から連行され、秘密施設で拘束・拷問を受けていたことを告白。その後は活動拠点をアメリカ合衆国に置くとされた。

## 受賞歴
- 1998年 - 処女作『火与冰（火と氷）』が読書倶楽部文学部門で良書トップ10に選ばれる
- 2000年 - 政治評論『为自由而战（自由のための戦い）』が香港の雑誌『亜洲週刊』で、年度最尖鋭評論賞（今年最も鋭い評論賞）を受賞
- 2002年 - アメリカ・ニューヨーク万人傑文化新聞基金で「万人傑文化新聞賞」受賞
- 2006年 - 長編小説『香草山』が香港湯清基督教文藝賞受賞